# Sakina Ouzraoui Diki
Sakina Ouzraoui Diki (Barcelona, 29 augustus 2001) is een Marokkaans-Belgisch voetbalster die sinds 2024 uitkomt voor UD Tenerife.

## Clubcarrière
Ouzraoui Diki werd geboren in Barcelona, waar ze opgroeide in de buurt van Camp Nou. Toen haar vader zijn job verloor, verhuisde het gezin naar Brussel. Ouzraoui Diki, die oorspronkelijk aan gymnastiek deed, begon in Brussel met voetballen.
In 2018 ruilde Ouzraoui Diki de RWDM Girls voor RSC Anderlecht. Na vier seizoenen maakte ze de overstap naar Club YLA, maar nauwelijks een jaar later keerde ze al terug naar Anderlecht. Daar bleef ze slechts één seizoen, want in de zomer van 2024 stapte ze over naar UD Tenerife.

## Interlandcarrière
Ouzraoui Diki kwam in het verleden uit voor de Belgische jeugdelftallen. Op 6 oktober 2022 maakte ze evenwel haar debuut voor Marokko in een vriendschappelijke interland tegen Polen. In juli 2023 werd ze geselecteerd voor het WK 2023 in Australië en Nieuw-Zeeland.